# Erinnerung (Recht)
Die Erinnerung ist im deutschen Recht ein Rechtsbehelf, der in gesetzlich bestimmten Fällen gegen Entscheidungen und Maßnahmen zulässig ist. Die Erinnerung führt regelmäßig innerhalb derselben Instanz zur richterlichen Überprüfung einer Entscheidung, die nicht der Richter oder das Richterkollegium selbst erlassen hat, sondern ein anderer Gerichtsbeamter oder ein beauftragter oder ersuchter Einzelrichter.

## Erinnerung gegen Entscheidungen des Rechtspflegers
Entscheidungen des Rechtspflegers sind grundsätzlich mit dem nach den allgemeinen verfahrensrechtlichen Vorschriften zulässigen Rechtsmittel anfechtbar. Ist nach diesen Vorschriften ein Rechtsmittel nicht gegeben, findet die Erinnerung statt (§ 11 Abs. 2 RPflG). Diese so genannte Rechtspflegererinnerung ist innerhalb einer Frist von zwei Wochen einzulegen. Der Rechtspfleger kann der Erinnerung abhelfen, das heißt, er kann seine Entscheidung im Sinne desjenigen abändern, der sie angefochten hat. Der Rechtspfleger legt Erinnerungen, denen er nicht abhilft, dem Richter zur Entscheidung vor. Im Übrigen sind die Vorschriften über die Beschwerde auf die Erinnerung anzuwenden.

## Erinnerung gegen Entscheidungen des beauftragten oder ersuchten Richters oder des Urkundsbeamten der Geschäftsstelle
Der Antrag, gegen Entscheidungen des beauftragten oder ersuchten Richters (§ 361, § 362 ZPO) oder des Urkundsbeamten der Geschäftsstelle die Entscheidung durch das Gericht herbeizuführen, wird im Gesetz als Erinnerung bezeichnet (§ 573 ZPO). Die Erinnerung ist innerhalb einer Notfrist von zwei Wochen schriftlich oder zu Protokoll der Geschäftsstelle einzulegen.

## Erinnerung gegen die Art und Weise der Zwangsvollstreckung
Dieser auch Vollstreckungserinnerung genannte Rechtsbehelf führt zu einer Entscheidung durch das Vollstreckungsgericht, wenn Anträge, Einwendungen und Erinnerungen die Art und Weise der Zwangsvollstreckung oder das vom Gerichtsvollzieher bei der Zwangsvollstreckung zu beachtende Verfahren betreffen oder sich der Gerichtsvollzieher beispielsweise weigert, einen Vollstreckungsauftrag zu übernehmen (§ 766 ZPO). Der Rechtsbehelf kann ohne Einhaltung einer Frist eingelegt werden.
Im materiellen Recht begründete Einwendungen sind mit der Vollstreckungsabwehrklage zu verfolgen.

## Erinnerung gegen Erteilung der Vollstreckungsklausel
Das Gericht, dessen Geschäftsstelle die Vollstreckungsklausel erteilt hat, entscheidet über Einwendungen des Schuldners, die die Zulässigkeit dieser Klausel betreffen (§ 732 ZPO).

## Erinnerung gegen den Kostenansatz
Das Gericht, von dem die Kosten angesetzt worden sind, entscheidet über Erinnerungen des Kostenschuldners und der Staatskasse gegen den Kostenansatz (§ 66 GKG, § 57 FamGKG, § 81 GNotKG). Diese Erinnerung ist an keine Frist gebunden.

## Erinnerung gegen die Festsetzung von Prozesskostenhilfe und Beratungshilfe
Nach Gewährung von Prozesskostenhilfe oder Beratungshilfe zahlt die Staatskasse an den Rechtsanwalt eine Vergütung, deren Höhe vom Urkundsbeamten des Gerichts festgesetzt wird. Rechtsanwalt oder Staatskasse haben die Möglichkeit, gegen diese Festsetzung Erinnerung einzulegen und eine richterliche Entscheidung herbeizuführen, § 56 Rechtsanwaltsvergütungsgesetz. Die Erinnerung ist gebührenfrei.

## Erinnerung gegen die Versagung von Beratungshilfe
Stellt das Gericht einen beantragten Berechtigungsschein für Beratungshilfe nicht aus, kann nach § 7 Beratungshilfegesetz mit der Erinnerung eine richterliche Entscheidung herbeigeführt werden. Die Erinnerung ist wegen § 24a Abs. 2 RPflG in diesen Fällen unbefristet möglich.